# Jurij Kravčenko
Jurij Fedorovyč Kravčenko (in ucraino Юрій Федорович Кравченко?; Oleksandrija, 5 marzo 1951 – Kiev, 4 marzo 2005) è stato un militare e politico ucraino.

## Biografia
Nato a Oleksandrija in una famiglia operaia ha frequentato un istituto tecnico tra il 1966 e il 1970 ottenendo un diploma come elettricista ed iniziando a lavorare in una miniera dell'oblast' di Kirovohrhad. Tra il 1970 e il 1972 ha prestato servizio nell'Armata Sovietica.
Nel 1995 è stato nominato Ministro degli affari interni e nel 2000 ha presentato una riforma riguardante le forze di polizia, con l'obiettivo di distanziarle dalla preesistente Militia sovietica.
Il 28 novembre 2000 Oleksandr Moroz ha reso pubbliche alcune audiocassette di conversazioni registrate nell'ufficio del Presidente Leonid Kučma che provavano il coinvolgimento di Kravčenko nel rapimento e omicidio del giornalista Georgij Gongadze. Successivamente Kravčenko ha reso conto delle accuse in Parlamento negando categoricamente qualsiasi coinvolgimento ma nonostante ciò l'aula ha richiesto al Presidente di ritirare le deleghe del ministro, fatto avvenuto il successivo 26 marzo "in connessione con il passaggio ad un altro lavoro".
Nell'agosto 2001 è stato nominato direttore dell'istituto di giurisprudenza dell'Accademia interregionale per la gestione del personale e poi a dicembre è divenuto governatore dell'oblast' di Cherson. A dicembre 2002 è stato nominato capo dell'Amministrazione fiscale statale ucraina.
Nel dicembre 2004 è stato messo sotto protezione del Servizio di sicurezza in quanto testimone nel caso Gongadze. Il 4 marzo 2005, giorno dell'interrogatorio di fronte al Procuratore generale Svjatoslav Piskun, è stato ritrovato morto nel garage della sua abitazione di Kiev. Secondo le indagini Kravčenko si sarebbe recato intorno alle 7:00 nel garage e si sarebbe poi suicidato con due colpi di pistola: il primo sparato al mento e il secondo, mortale, alla tempia destra. Avrebbe inoltre lasciato un biglietto d'addio in cui si dichiarava innocente e "vittima degli intrighi del Presidente Kučma". 
Nel 2013 la corte distrettuale di Pečers'k-Kiev, nel condannare l'omicida materiale di Gongadze, ha affermato che Kravčenko abbia ordinato il suo omicidio.